# سيدوني فيادانانتسوا
سيدوني فيادانانتسوا (من مواليد 30 أبريل 1999) هي لاعبة ألعاب قوى من مدغشقر. حصلت على الميدالية الفضية في دورة الألعاب الأفريقية 2023 في سباق 100 متر حواجز. حصلت على الميدالية الذهبية في الألعاب الفرنكوفونية 2023.